# 湊町 (大阪市)
湊町（みなとまち）は、大阪府大阪市浪速区の町名。現行行政地名は湊町一丁目および湊町二丁目。

## 地理
浪速区の北東端に当たり、オフィスビルと高層マンションが混在する。北で西区南堀江、北東で中央区道頓堀・難波、東で元町、南で塩草、南西で稲荷、西で桜川、北西で幸町と隣接する。

### 河川
- 道頓堀川

## 歴史
道頓堀川八丁の一つである「道頓堀湊町」に端を発する。道頓堀川（西道頓堀川）・西横堀川・難波入堀川（後者2つの堀は埋め立てられ、阪神高速1号環状線が通る）などの水運を利用した貯木場があり、西道頓堀川の対岸にある堀江の家具問屋街も、貯木場や木材搬入の地域として栄えたことの名残である。1843年（天保14年）には遊所が置かれ、深里（ふかり）と呼ばれた。遊所は1871年（明治4年）に廃止されたが、現在も当町から西道頓堀川に深里橋という四つ橋筋の橋が架かっている。
1889年（明治22年）に貨物駅を併設した湊町駅（現在のJR難波駅）が開設され、南部の貨物ターミナルとしての機能も担った（貨物取り扱いは国鉄時代末期の1985年（昭和60年）3月に廃止）。湊町駅開設によって江戸期以来の町域は全て湊町駅構内となり、ホームは南隣の西成郡難波村にも及んだ。
1943年（昭和18年）の区域調整において、南区から浪速区へ所属が変更された。第二次世界大戦末期、米軍による大阪大空襲で一帯は焼け野原となり、焼け出された人々が住みついた。
1980年（昭和55年）には湊町駅構内となっていた旧難波村の東円手町および東神田町の北半においても住居表示が実施され、現在の町域となった。しかし、1989年（平成元年）に湊町駅は南西へ約200m移転し、本来の湊町から完全に離れたこともあって、1994年（平成6年）にはJR難波駅へ改称されている。その後1996年（平成8年）に地下化されている。

## 世帯数と人口
2019年（平成31年）3月31日現在の世帯数と人口は以下の通りである。
| 丁目       | 世帯数    | 人口    |
| ---------- | --------- | ------- |
| 湊町一丁目 | 566世帯   | 1,027人 |
| 湊町二丁目 | 1,349世帯 | 2,610人 |
| 計         | 1,915世帯 | 3,637人 |

### 人口の変遷
国勢調査による人口の推移。
| 2000年（平成12年） | 73人    | [ 5 ] |  |
| 2005年（平成17年） | 1,213人 | [ 6 ] |  |
| 2010年（平成22年） | 2,716人 | [ 7 ] |  |
| 2015年（平成27年） | 3,371人 | [ 8 ] |  |

### 世帯数の変遷
国勢調査による世帯数の推移。
| 2000年（平成12年） | 20世帯    | [ 5 ] |  |
| 2005年（平成17年） | 720世帯   | [ 6 ] |  |
| 2010年（平成22年） | 1,527世帯 | [ 7 ] |  |
| 2015年（平成27年） | 1,778世帯 | [ 8 ] |  |

## 事業所
2016年（平成28年）現在の経済センサス調査による事業所数と従業員数は以下の通りである。
| 丁目       | 事業所数  | 従業員数 |
| ---------- | --------- | -------- |
| 湊町一丁目 | 200事業所 | 6,769人  |
| 湊町二丁目 | 56事業所  | 2,147人  |
| 計         | 256事業所 | 8,916人  |

## 施設
湊町一丁目
- 湊町リバープレイス
  - なんばHatch
  - エフエム大阪（FM大阪）
- 大阪シティエアターミナル（OCAT）
  - OCATバスターミナル
- マルイト難波ビル
  - ホテルモントレ グラスミア大阪
  - マルイト 本社
  - 淺沼組 本社
  - スタイレム瀧定大阪 本社
  - ジュンク堂書店難波店
  - ダイキなんば店
- ザナックス本社ビル
- 富永病院
- 近鉄新難波ビル
- ローレルタワー難波
- ローレルコート難波

湊町二丁目
- 難波サンケイビル（産経新聞大阪本社）
  - 産経新聞
  - サンケイスポーツ
  - 夕刊フジ
- オンテックス本社ビル
  - 千房 本社
- KOHYO（マックスバリュ）難波湊町店

## 交通

### 鉄道
- 関西本線（大和路線）JR難波駅
- Osaka Metro四つ橋線 なんば駅
- 近鉄難波線・阪神なんば線 大阪難波駅

### 道路
高速
- 阪神高速1号環状線・阪神高速15号堺線
  - 湊町ジャンクション

主要地方道
- 四つ橋筋（大阪市道南北線）
- 千日前通

## その他

### 日本郵便
- 556-0017[3]（集配局：浪速郵便局[10]）